# (508) Princetonia
(508) Princetonia est un astéroïde de la ceinture principale. Il a été ainsi baptisé en référence à l'Université de Princeton, États-Unis.

## Sources